# Christophia
Christophia é um gênero de mariposa pertencente à família Crambidae.